# اكروطة (أولاد صالح)
اكروطة هي إحدى مشيخات المملكة المغربية، تتبع جغرافيا لإقليم النواصر وإداريًا لأولاد صالح. يقدر عدد سكانها بـ 2207 نسمة حسب الإحصاء الرسمي للسكان والسكنى لسنة 2004.